# 文化和会议中心 (琉森)

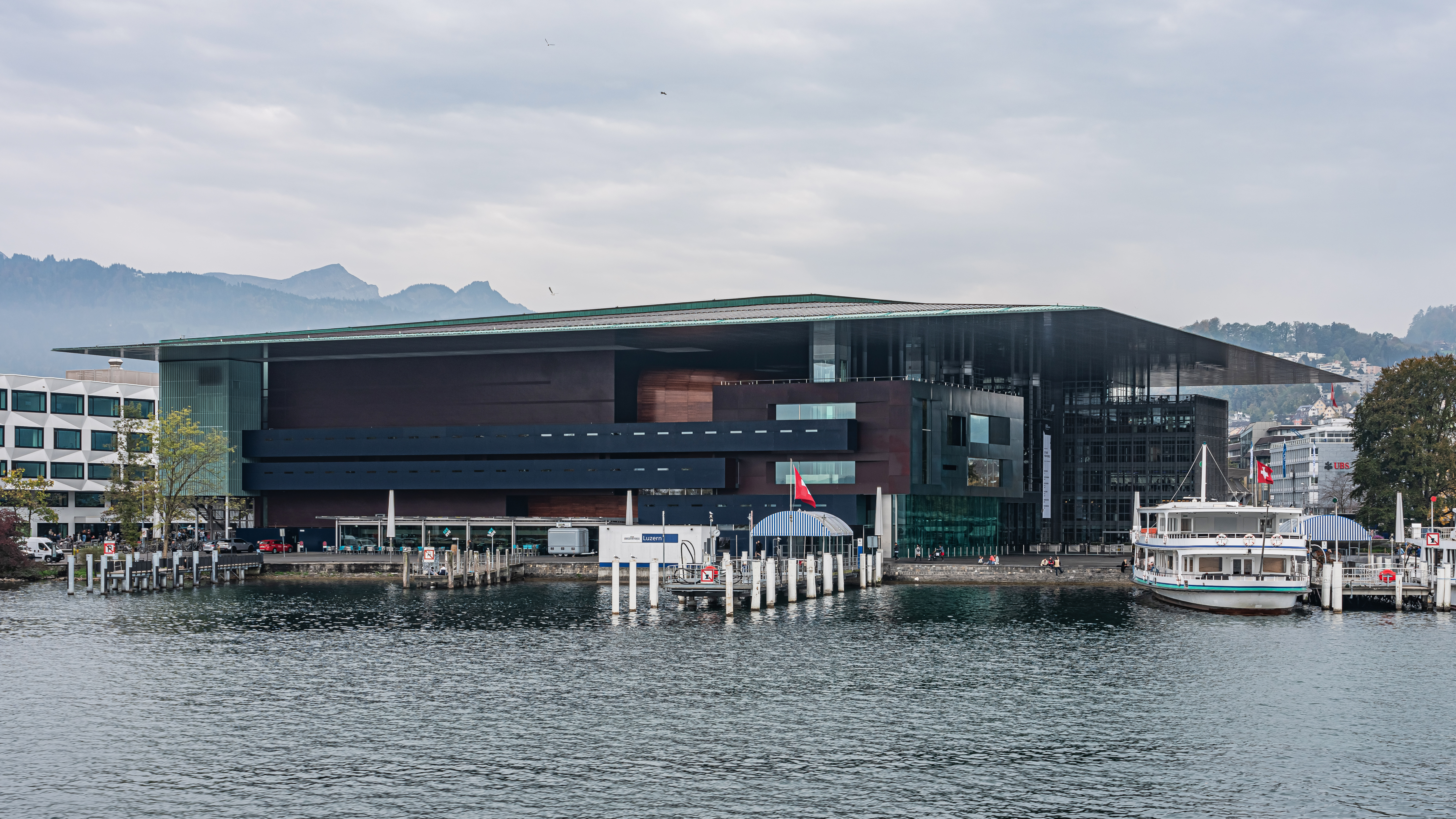

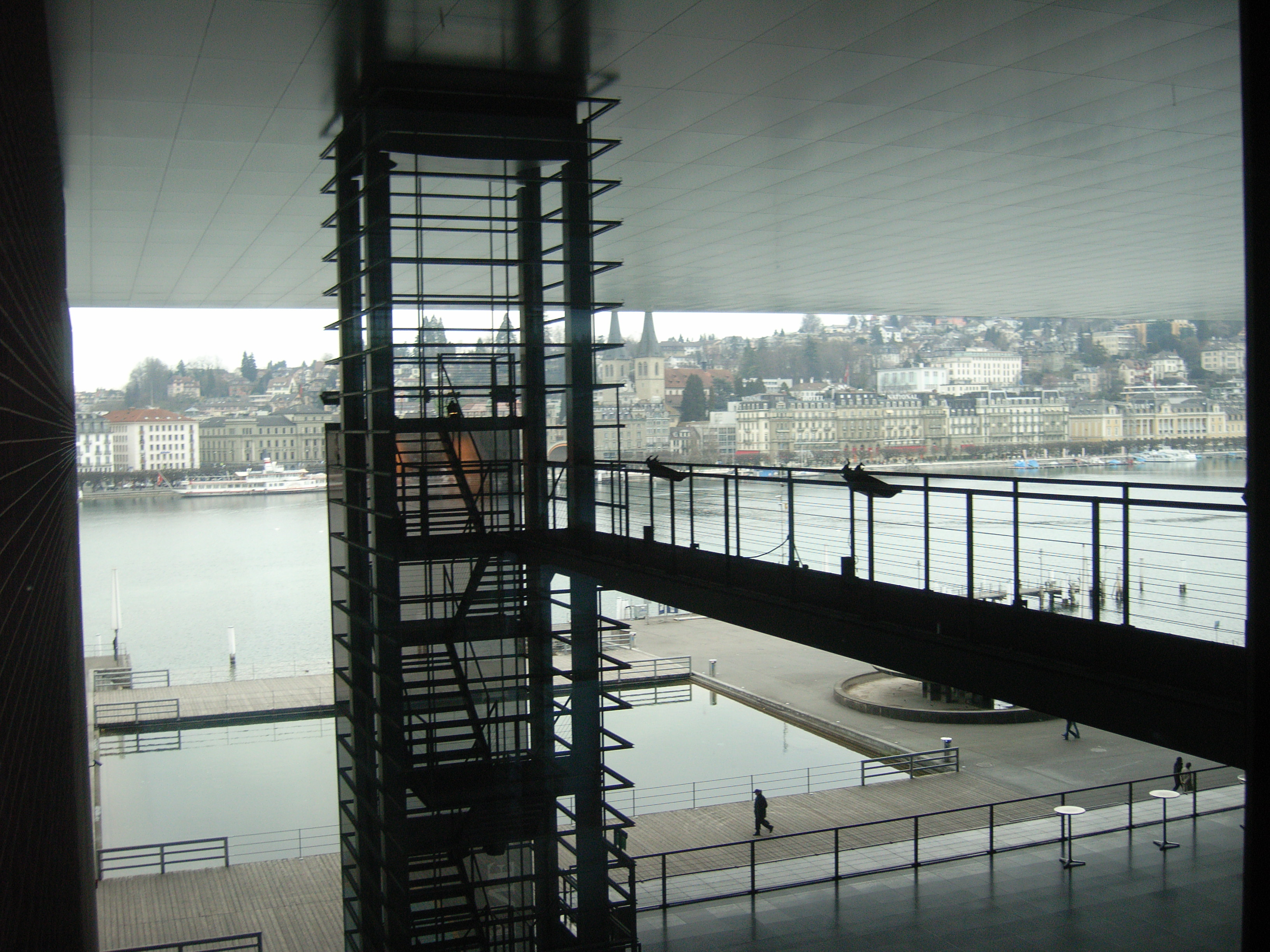

47°03′00″N 8°18′43″E / 47.050°N 8.312°E
琉森文化和会议中心（德語：Kultur- und Kongresszentrum Luzern）位于瑞士琉森，是一个多功能的建筑，其音乐厅具有高质量的声学效果，由此被評價為世界百大廳院之一。

## 历史
该建筑由法国建筑师让·努维尔设计，于1998年落成，首场演出为柏林爱乐乐团，由意大利指挥家克劳迪奥·阿巴多指挥。